# Allium ascalonicum
Allium ascalonicum là một loài thực vật có hoa trong họ Amaryllidaceae. Loài này được L. mô tả khoa học đầu tiên năm 1756. Tên của loài này trong tiếng Việt mang tính tương đối là hành tím, hành tía, hành ta, hẹ tây vì có thể trùng với loài khác.

## Hình ảnh

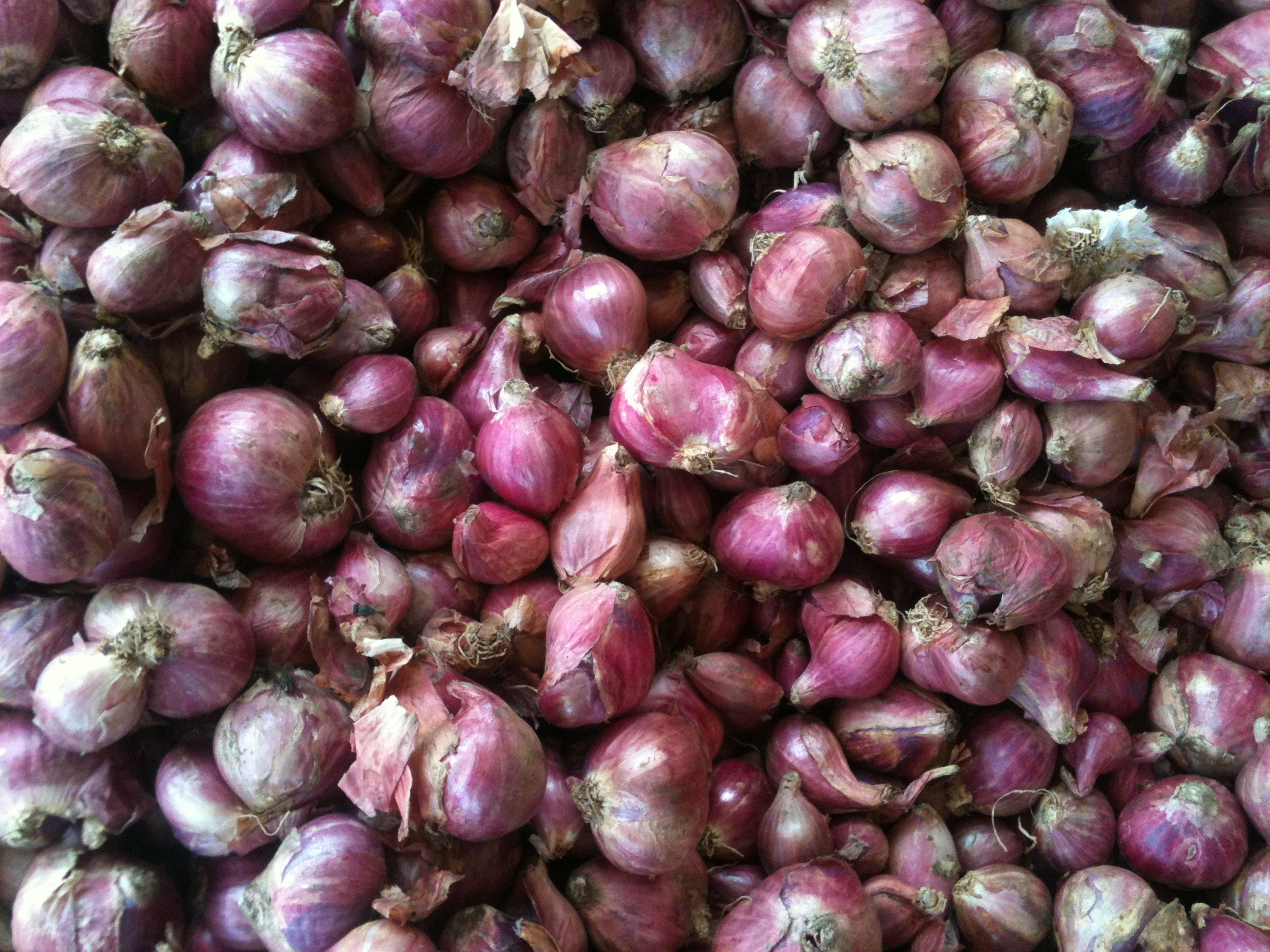
Hành tím được gọi là "hành nhỏ" ở Nam Ấn Độ và được sử dụng rộng rãi trong nấu ăn ở đó.

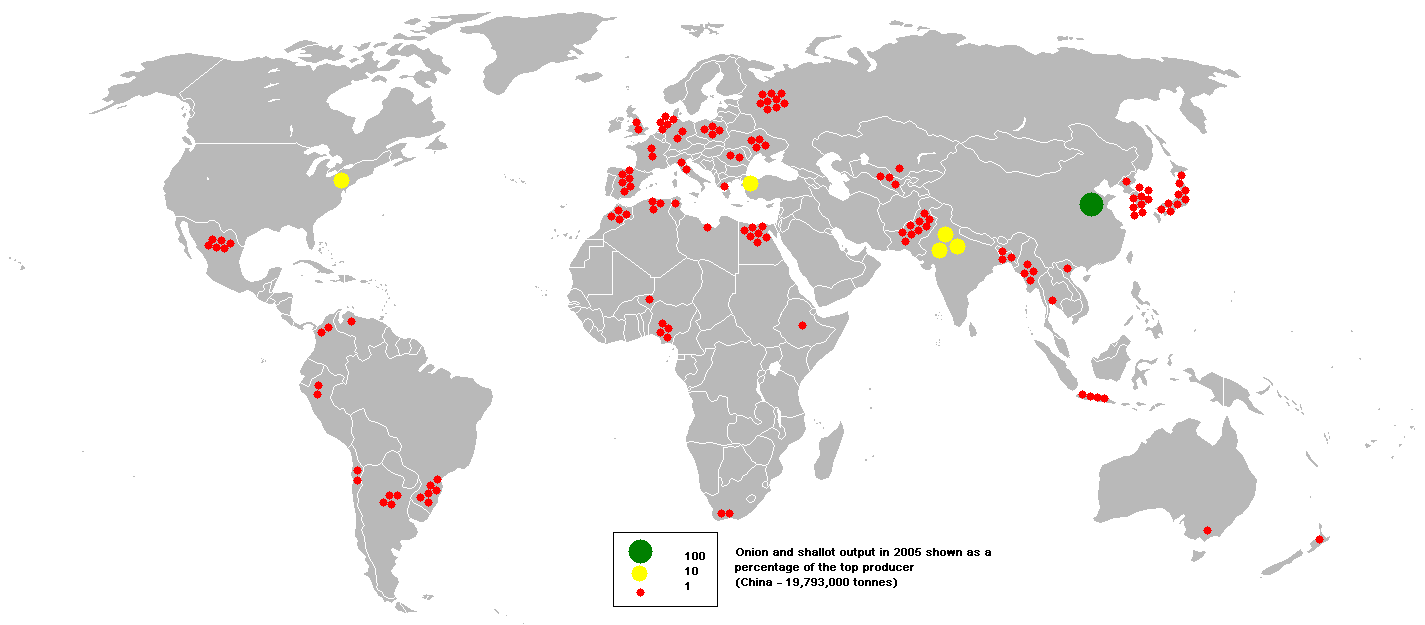
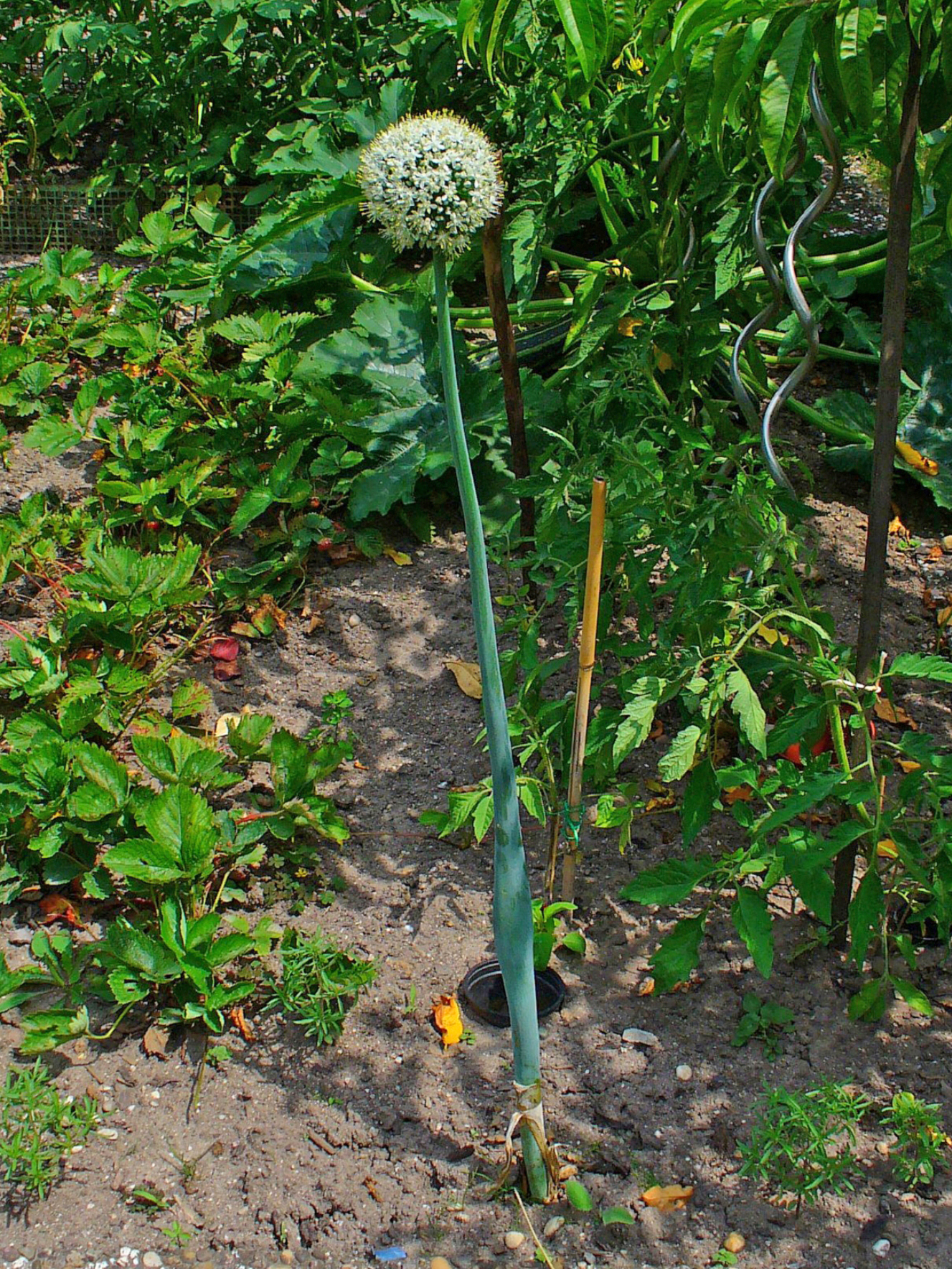
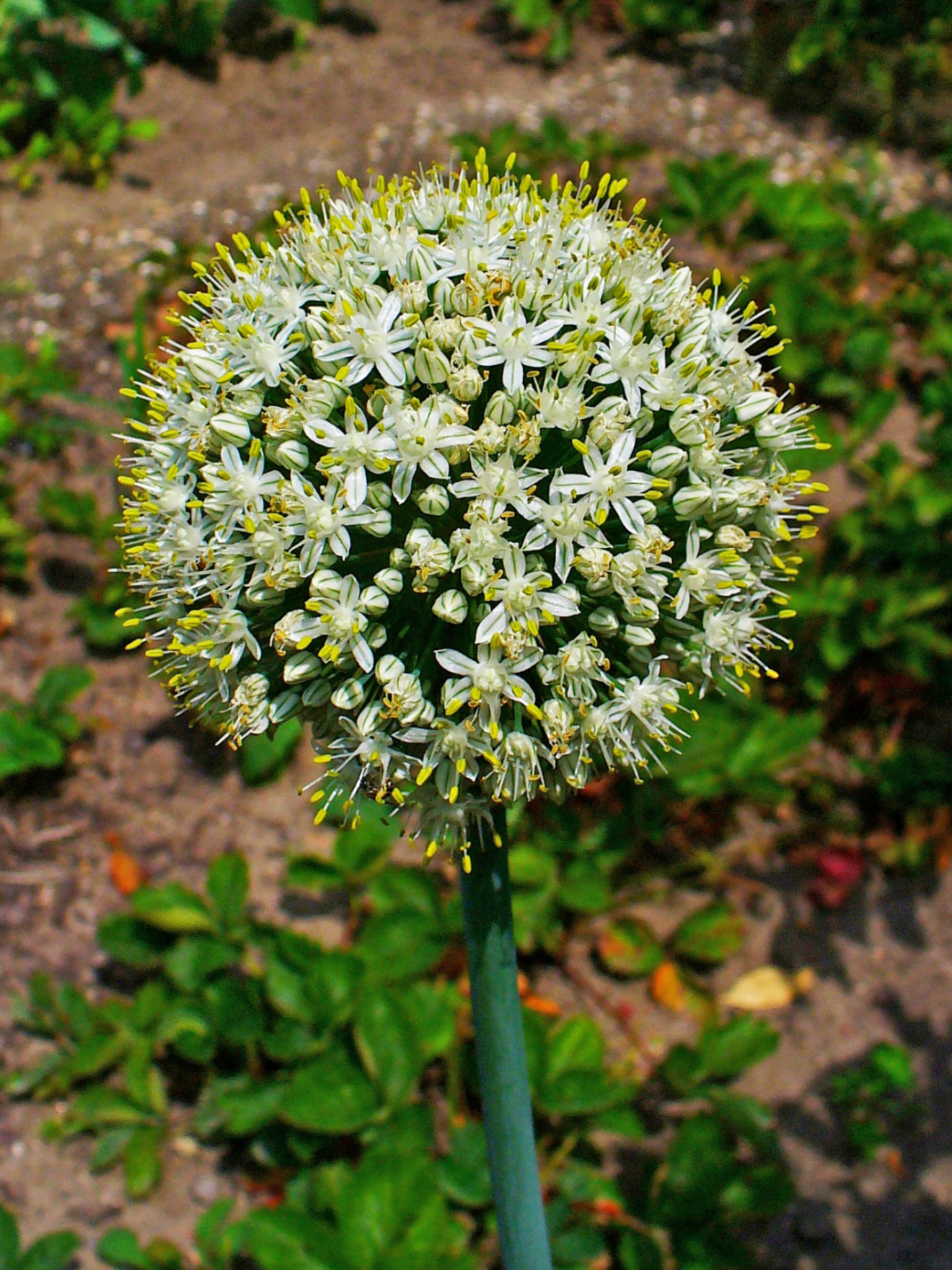